# Hôtel de Froissard
L'hôtel de Froissard, dit aussi hôtel de Balay, est un hôtel particulier construit au XVIIe siècle lors de la seconde Renaissance. Il est situé à Dole dans le département français du Jura. Certains de ses éléments sont classés et inscrits aux monuments historiques le 19 mars 1982.

## Localisation

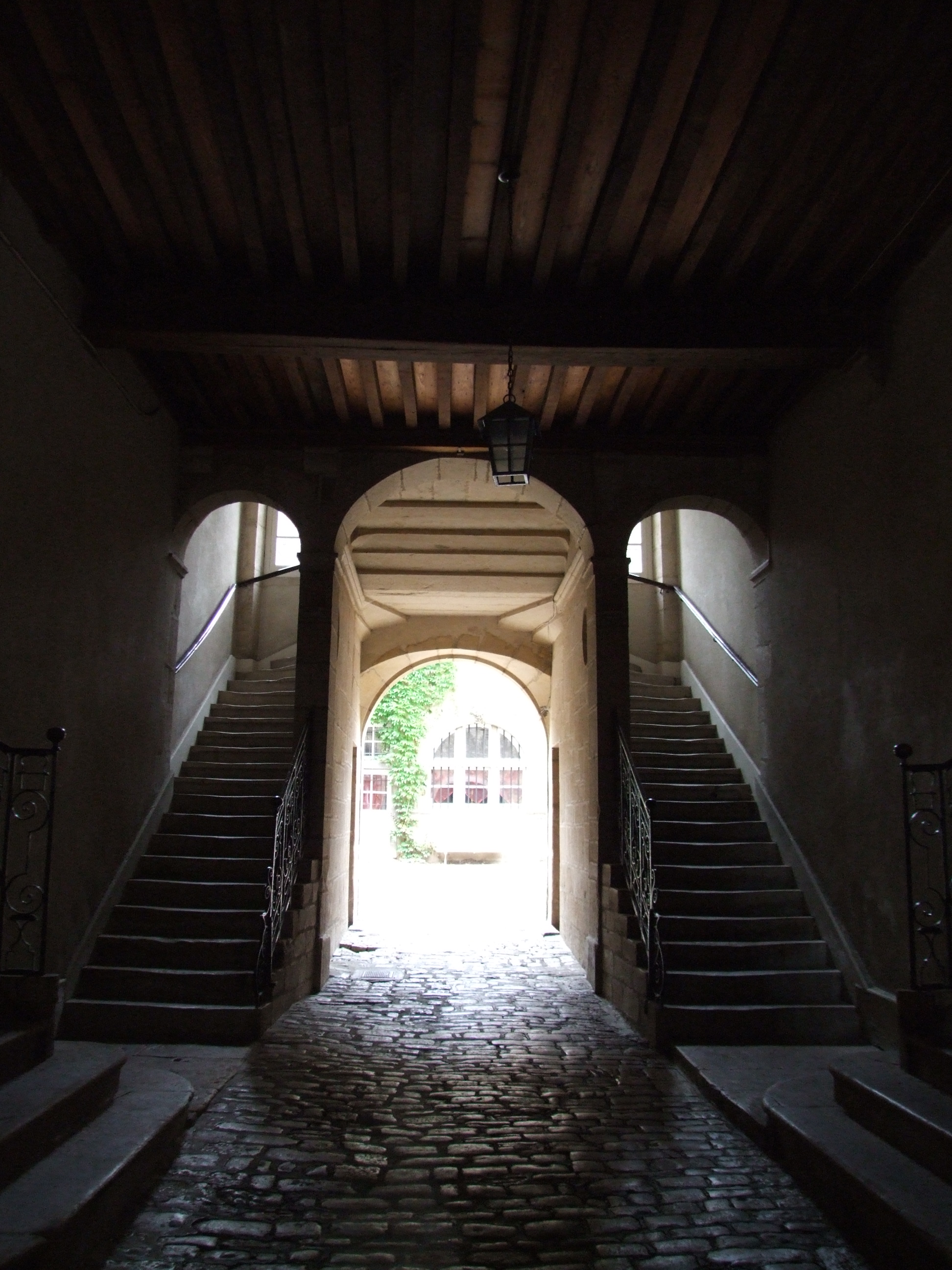
Grand escalier de l'hôtel de Froissard.

L'hôtel est situé au 7 rue du Mont-Roland, dans le centre historique de la ville de Dole.

## Histoire
L'hôtel de Froissard a été construit vers 1630, sur les plans de Jean Boyvin pour la famille de Froissard.
Il appartint plus tard à la famille de Balay dont il prit momentanément le nom.
Il appartient actuellement à la famille de Froissard.
Certaines parties de l'hôtel (les façades et les toitures sur rue et sur cour, l'escalier à deux volées, la cheminée monumentale du rez-de-chaussée) sont classées au titre des monuments historiques depuis le 19 mars 1982. D'autres parties (le boudoir au premier étage avec son décor et les cheminées) sont inscrites depuis le 19 mars 1982.

## Architecture
Cet hôtel typique de la fin Renaissance est composé d'un bâtiment principal sur rue avec une imposante façade classique s'élevant à près de 20 mètres de haut, rythmée par la régularité et la symétrie de ses baies et par son portail central. Trois lucarnes monumentales viennent agrémentées sa toiture.
En accédant sous le porche, on découvre un grand escalier d'honneur à deux volées (en forme de fer à cheval), permettant d’accéder aux appartements et organisé autour d'une allée menant à une cour. 
La cour est composée d'une galerie loggia et des dépendances.

## Mobilier
L'hôtel possède plusieurs cheminées, dont certaines datent des XVIIe et XVIIIe siècles.